# Raül II de Vermandois
Raül II de Vermandois, dit el Jove i el Leprós, nascut el 1145, mort el 17 de juny de 1176, comte de Vermandois, de Valois i d'Amiens (Raül VI), fill de Raül I, comte de Vermandois, Amiens i Valois, i de Peronel·la d'Aquitània.
Es va casar cap a 1160 amb Margarida d'Alsàcia (vers 1145- 1194), que va ser llavors comtessa de Flandes el 1191.
Afectat per lepra vers el 1163 el seu matrimoni no va poder ser consumat i es va trencar. No tenint descendència, i va abdicar a favor de la seva germana Isabel de Vermandois el 1167.